# Sniper Elite 4
Sniper Elite 4 é um videojogo de stealth e tiro táctico em terceira pessoa, desenvolvido e publicado pela Rebellion Developments. Sequela directa de Sniper Elite III, o jogo foi lançado em 14 de fevereiro de 2017 para Microsoft Windows, PlayStation 4 e Xbox One, e em 17 de Novembro de 2020 para Nintendo Switch, além de ser lançado em 01 de Novembro no Stadia.
Sniper Elite 4 decorre em Itália em 1943, logo depois dos eventos ocorridos em Sniper Elite III, mas antes dos de Sniper Elite V2. A história segue Karl Fairburne, que vai lutar com os seus homens da Resistência Italiana para libertar o país do fascismo.